# Snyder (Teksas)
Snyder je grad u američkoj saveznoj državi Teksas. Prema popisu stanovništva iz 2010. u njemu je živjelo 11.202 stanovnika.